# Trigonistis toroensis
Trigonistis toroensis är en fjärilsart som beskrevs av Holloway 1977. Trigonistis toroensis ingår i släktet Trigonistis och familjen nattflyn. Inga underarter finns listade i Catalogue of Life.